# Himouto! Umaru-chan
Himouto! Umaru-chan (яп. 干物妹!うまるちゃん Химо:то! Умару-тян, неоф. рус. «Двуличная сестренка Умару») — японская манга авторства Sankaku Head. Главы начали выпускаться издательством Shueisha в журнале Weekly Young Jump с 14 марта 2013 года. По мотивам манги студией Doga Kobo был выпущен аниме-сериал, который транслировался на Asahi Broadcasting Corporation в Японии с 9 июля по 24 сентября 2015 года; всего было выпущено 12 серий. Вторая аниме-адаптация выходила в эфир с 8 октября по 24 декабря 2017 года под названием Himouto! Umaru-chan R, в то время как с 30 ноября того же года выпускается продолжение серии манги Himouto! Umaru-chan G.

## Сюжет
Умару — 16-ти летняя школьница, очень старательная, спортивная отличница и красавица. Но когда она приходит домой, её образ меняется до неузнаваемости и она становится ленивым отаку, который не прочь убить время компьютерными играми, мангой или аниме, питаясь преимущественно фаст-фудом, к неудовольствию её старшего брата Тайхэя, с которым Умару сожительствует и который чаще всего при размолвках уступает сестре и потакает её интересам. Домашний характер Умару оставляет желать лучшего. В течение истории альтернативные личности главной героини помогают ей подружиться с одноклассницами, которые оказываются младшими сёстрами коллег на работе старшего брата: стеснительной Кириэ, Сильфинфорд — её соперницы во всём, и Эбины, живущей этажом ниже.

## Персонажи
- Умару Дома (яп. 土間 埋 Дома Умару) — главная героиня. Живёт в одной квартире со старшим братом. Является отличницей и красавицей, уважаемой окружающими за достижения в учёбе. Но под маской доброй девушки скрывается тайная личность — эгоистичный отаку, который не может о себе позаботиться. По ходу повествования она встречает сестёр коллег Тайхэя по работе, с которыми сдружается. Её ник в играх и одна из личностей для общения с Татибаной (носит маску, чтобы та её не узнала) — UMR. Кареглазая блондинка. Во время пребывания дома внезапно предстает в виде тиби в костюме хомяка, напоминающим кигуруми. Когда эту личность увидела Кириэ, Умару представилась собственной вымышленной младшей сестрой Комару. Любит распоряжаться братом. Также она любительница нездоровой еды: колы, чипсов и стейков. Как было показано в аниме и манге, день рождения Умару приходится на 26 сентября.

Сэйю: Айми Танака
- Тайхэй Дома (яп. 土間 大平 Дома Тайхэй) — старший брат Умару. Живёт вместе с ней. Ему приходится терпеть самовлюблённую натуру своей сестры, выполняя все её капризы. Когда он пытается приучить Умару хорошим делам или поступкам, ему это, как правило, не удаётся. В отличие от главной героини, Тайхэй более спокоен и сосредоточен на своей работе, но его раздражает постоянное безделье сестры. Он брюнет, носит очки. Хорошо разбирается в кулинарии. Отрицательно относится к шоколаду. Общается со своими коллегами по работе: Бомбером и Алексом.

Сэйю: Кэндзи Нодзима
- Сильфинфорд Татибана (яп. 橘・シルフィンフォード Татибана Сируфинфо:до) — одноклассница Эбины и Умару, а также соперница последней. Она всеми силами хочет быть лучше Умару в учёбе и спорте, но постоянно оказывается второй. Впоследствии, как и остальные героини, подружилась с ней. Общается с UMR под именем TSF. У нее голубоватые волосы и почти такого же цвета глаза. Наполовину японка, наполовину немка. Любит всё, что связано с Японией, например, аниме.

Сэйю: Юрина Фурукава
- Алекс Татибана (яп. 橘・アレックス Татибана Арэккусу) — коллега Тайхэя. В нем преобладают такие качества, как приличие, опрятность, разговорчивость и сосредоточенность. Также, как и его сестра Сильфинфорд, Алекс — наполовину немец, и он также любит смотреть аниме. Знает о двуличности Умару.

Сэйю: Тэцуя Какихара
- Нана Эбина (яп. 海老名 菜々 Эбина Нана) — близкая подруга Умару. Родом из Акиты, что выдаёт её речь на местном диалекте, когда Нана не в себе. Стесняется, когда на неё оглядываются чужие люди, особенно на грудь. Тайхэй стал первым человеком, который посмотрел ей в глаза при первой встрече. Из-за этого она влюблена в него, поэтому волнуется, когда он обращает на неё внимание, говоря ей комплименты. Шатенка. После опроса на Nico Nico Douga Нана стала главным героем спин-оффа манги под названием Akita Imokko! Ebina—chan (яп. 秋田妹！えびなちゃん Акита имокко! Эбина-тян)[7].

Сэйю: Акари Кагэяма
- Кириэ Мотоба (яп. 本場 切絵 Мотоба Кириэ) — пугающая своими странным взглядом девочка в классе Умару. На самом деле она стесняется почти всех, как и Эбина. В целом, она очарована красотой Умару и восхищается ею, называя ее тиби-версию госпожой. Иногда Кириэ прислуживает героине, но считает, что та является младшей сестрой Умару — Комару (яп. こまるちゃん Комару-тян). Несмотря на её нелюдимый характер, она довольно спортивная и ходит в школьную плавательную секцию, а также дружит с Умару. Причиной замкнутости является непутёвый, по её мнению, старший брат — Такэси, который опозорился вместе с ней перед окружающими, однажды придя забрать её домой. Её глаза сравнятся со взором психа или маньяка. Волосы у Кириэ темно-синие. Хочет стать иллюстратором детских книг.

Сэйю: Харука Сираиси
- Такэси Мотоба (яп. 本場 猛 Мотоба Такэси ) — старый приятель Тайхэя и работник той же организации. Его прическа сложена в афро. Его характер напоминает Умару: он любит бездельничать на своей работе или вести себя несерьёзно. Его прозвище — Бомбер (яп. ぼんば Бомба). Дружил с Тайхэем со старшей школы. Его младшая сестра Кириэ обычно не рада его присутствию и часто лупит. Также, как и она, считает «домашнюю Умару» Комару. Встретив её вне дома, заметно нервничает.

Сэйю: Хироки Ясумото
- Канау Конго (яп. 金剛 叶 Конго: Канау) — босс Тайхэя, Бомбера и Алекса. Она знает первых двоих ещё со старшей школы, то есть около десяти лет. Очень заинтересована Тайхэем, всегда пытается остаться с ним наедине, флиртовать или позвать на свидание. Такэси же её раздражает одним своим присутствием и попытками вмешаться в разговор с Тайхэем. Волосы Канау бежевого оттенка. Живёт одна.

Сэйю: Ами Косимидзу

## Список серий

### Первый сезон
| Эпизод | Название                                                                                  | Трансляция в Японии |
| ------ | ----------------------------------------------------------------------------------------- | ------------------- |
| 1      | Умару и её брат «Умару то онии-тян» (うまるとお兄ちゃん)                                  | 9 июля 2015         |
| 2      | Умару и Эбина «Умару то Эбина-тян» (うまると海老名ちゃん)                                 | 16 июля 2015        |
| 3      | Умару и её одноклассница «Умару то дэси» (うまると弟子)                                   | 23 июля 2015        |
| 4      | Умару и её соперница «Умару то райбару» (うまるとライバル)                                | 5 августа 2015      |
| 5      | Умару и летние каникулы «Умару то нацуясуми» (うまると夏休み)                             | 6 августа 2015      |
| 6      | День рождения Умару «Умару но тандзё:би» (うまるの誕生日)                                 | 13 августа 2015     |
| 7      | Братик Умару «Умару но онии-тян» (うまるのお兄ちゃん)                                     | 20 августа 2015     |
| 8      | Умару и Рождество в Новый Год «Умару то Курисумасу то Син-нэн» (うまるとクリスマスと新年) | 27 августа 2015     |
| 9      | Умару в Валентинов День «Умару то Барэнтэйн» (うまるとバレンタイン)                       | 3 сентября 2015     |
| 10     | Умару сейчас и Однажды «Умару то има то мукаси мукаси» (うまると今と昔々)                 | 10 сентября 2015    |
| 11     | Дни Умару «Умару но хиби» (うまるの日々)                                                  | 17 сентября 2015    |
| 12     | Умару и все «Умару то минна» (うまるとみんな)                                             | 24 сентября 2015    |

### Второй сезон
| 1 | Химото возвращается «Химо:то но кикан» (干物妹の帰還)         | 8 октября 2017  |
| В этой серии Умару хочет больше общаться со своими одноклассницами: Кириэ и Сильфинфорд. До этого героиня в образе UMR помогла Татибане подготовиться к школьному футбольному матчу, обучая её разным навыкам в этой игре. Всё бы хорошо, но перед состязанием глава школы решила разбить классы и создать смешанные команды. В итоге во главе одной стала Сильфинфорд, в другой — Умару, что последней в силу запала TSF не хотелось. В конце выиграла команда Умару, но Сильфинфорд не отчаялась, так как наравне с ней она играла достаточно хорошо. Это и послужило поводом для дальнейшей крепкой дружбы. |                                                               |                 |
| 2 | Умару и Алекс «Умару то Арэккусу» (うまるとアレックス)        | 15 октября 2017 |
| Эпизод состоит из нескольких мини-сюжетов: сначала Умару очищает от микробов свое ухо, а после применяет разные ушные палочки; в этой серии выясняется, что Алекс любит аниме, как и его сестра; Тайхэй учит свою сестру техникам уборки, которые состоят из трёх простых частей; главная героиня сперва идет в гости к Сильфинфорд, а после со своими друзьями в кино. |                                                               |                 |
| 3 | Умару и друзья «Умару то томодати» (うまると友達)             | 22 октября 2017 |
| Эпизод состоит из нескольких мини-сюжетов: в первом рассказывается о зависимости Умару и многих людей от игры «Топотунчики» (яп. もべもべ・ウオツチング мобэмобэ уоттингу). В этой истории Тайхэй хочет научить сестру правильному распорядку дня, так как из-за увлечения игрой она не высыпается; Кириэ решает оставить себе аниме-фигурку, которую подарил ей Алекс, и к тому же высоко оценённую Умару; в конце подруги собираются в ресторан быстрого питания под вымышленным названием Nc Donald. |                                                               |                 |
| 4 | Вечеринка с компанией «Минна то па:ти:» (みんなとパーティー)  | 29 октября 2017 |
| Действие этой серии напоминают Рождественскую 8 серию 1 сезона. В основном повествуется о времяпрепровождении Умару с её подругами у Сильфинфорд. Также нам показывают за кадром, как Эбина признается в своих чувствах Тайхэю, но позже оказывается, что она просто упоминала о своем брате, работающим в одном из городов Японии. В конце эпизода он сказал своей сестрёнке, что временно уезжает на командировку в город Хамамацу. |                                                               |                 |
| 5 | Старшие братья уезжают «Онии-тян но суто:» (お兄ちゃんの出張) | 5 ноября 2017   |
| Как следует из названия, Тайхэй и его коллеги, которые являются старшими братьями подруг Умару, собрались в командировку на 2 недели. Когда сестра главного героя услышала, что он поедет в Хамамацу, то решила поехать с ним, чтобы попробовать местного угря, после этого она возвращается домой. Тайхэй встречает очень чёрствого и строгого брата Эбины, шеф-повара предприятия общественного питания. |                                                               |                 |
| 6 | Умару и сны «Умару то юмэ» (うまると夢)                       | 12 ноября 2017  |
| Разделение на два небольших сюжета: в первом говорится об увлечении Кириэ рисовать разные сценки о жизни Умару, под предлогом второго хобби после плавания (она утверждает, что хочет стать иллюстратором книг для детей). Во втором рассказывается о знании матери Сильфин и Алекса упражнений для идеального телосложения и кимоно. |                                                               |                 |
| 7 | Умару и парк развлечений «Умару но юэнти» (うまると遊園地)    | 19 ноября 2017  |
| Половина всего эпизода уходит на досуг Умару с её подругами в парке развлечений, причем Кириэ, поверившая гороскопу, ещё больше хочет сблизиться с главной героиней. После идут некоторые воспоминания Алекса и Эбины. Алекс вспоминал, как в Германии он был замкнутым, но после встречи с Канау Конго быстро с ней сдружился, как и со своими приятелями на работе. В этой же серии мы встречаемся с Хикари Конго, младшей сестрой менеджера Канау. Напоследок нам показывают, почему у Эбины появились чувства к Тайхэю (тот очень похож на её старшего брата, который за ней ухаживал и давал советы).     |                                                               |                 |
| 8 | Умару и Хикари «Умару то Хикари» (うまるとヒカリ)             | 26 ноября 2017  |
| Кириэ становится более уверенной и социальной. Например, в этом эпизоде она переночевала у главной героини. А ещё решила помочь Эбине начать встречаться с Тайхэем, уговорив её пойти на фестиваль фейерверков, на который тот пойдёт с Умару. В конце серии снова показывают Хикари, которая, судя по её недоброму взгляду, хочет, чтобы Тайхэй стал её старшим братом, при этом вытеснив главную конкурентку — Умару Дома. |                                                               |                 |
| 9 | Химото и воспоминания «Химо:то то омоидэ» (干物妹と思い出)    | 3 декабря 2017  |
| Бомбер дарит Тайхэю свою старую камеру, и они с Умару занимаются фотографией. Следующее повествование относится к увлечению азартными играми Умару и Сильфинфорд, после мы наблюдаем за приготовлением Наной, Тайхэем и Умару блинчиков и оладий. Через некоторое время Тайхэй приходит с работы вместе с Хикари и готовит оладьи для неё, ревнующая Умару вызывается помогать. В конце нам демонстрируют самочувствие её хомячков, которые, по словам Тайхэя, могут умереть от стресса из-за постоянного шума от гостей, и поэтому им нужен покой.                                                            |                                                               |                 |
| 10 | Впервые для всех «Хадзимэтэ но минна» (初めてのみんな)        | 10 декабря 2017 |
| Серия сосредоточена в основном на приятельницах Умару. В начале рассказывается про времяпрепровождение героини и Сильфинфорд. Позже про сдачу экзаменов Эбины, чтобы она смогла перейти в следующий класс и учиться вместе со своими друзьями. Также уделяется время для воспоминаний из жизни семьи Татибана и Конго. |                                                               |                 |
| 11 | Умару и звёздное небо «Умару то хосидзора» (うまると星空)     | 17 декабря 2017 |
| Сначала Кириэ втайне от Такэси уносит для Умару профитроли. После мы можем наблюдать за небольшой прогулкой Тайхэя за журналом для Умару и продуктами в магазин. Напоследок нам показывают очередной визит Хикари к Умару, а также их противостояние за Тайхэя. |                                                               |                 |
| 12 | Все и Умару «Минна то Умару» (みんなとうまる)                 | 24 декабря 2017 |
| Заключительный эпизод второго сезона, в котором повествуется о новогодних историях и забавах героев. В начале друзья Тайхэя вместе с Умару готовили блюдо, которое она не захотела готовить сама. В итоге всем понравилось, даже самой Умару. После рассказывается о покупках подарков на Новый год близким людям. Были также показаны некоторые новогодние игры у подружек Умару: ханэцуки, ута-гарута и др. В конце героине дарят отосидама, которую та неожиданно для себя тратит за день (перед этим она считала, что изменилась в лучшую сторону).                                                        |                                                               |                 |

## Критика
В основном, первый сезон Himouto! Umaru-chan получил смешанные отзывы. На Anime News Network Ребекка Сильверман поставила ему 2 балла из 5, заявив, что в нём долгий, скучный и не развивающийся сюжет, и лучше бы каждая серия длилась от трех до пяти минут. Нил Краймер согласился с этим, отметив глупость и несерьёзность сериала, начиная с гиперактивной песенки в опенинге. Оценив сериал на 3 балла из 5, он добавил, что первый эпизод ему понравился, так как показался забавным. Сообщество Anime News поставило оценку 3,8 из 5. Второй сезон был прокомментирован Джеймсом Беккеттом, который определил его на 4 из 5, написав, что Himouto! Umaru-chan R стремится стать лучшим, чем первая часть, которую можно просто обожать, но трудно к ней привыкнуть. Само же комьюнити поставило второму сезону такую же оценку, как и первому.

## Популярность
Аниме известно тем, что главная героиня Умару Дома была интернет-мемом с июля по сентябрь 2015 года, а также с октября по декабрь 2017 года, когда её снова вспомнили фанаты после нового сезона. Мем начал распространяться после размещения пользователем Shadowflix на Reddit записи для обсуждения этого аниме. Через небольшое количество времени стали появляться фан-арты и GIF-изображения, отсылающие на Умару. Число поклонников аниме с каждым днём только увеличивалось, поэтому возник фэндом, а количество рисунков и отсылок во многих работах фанатов соответственно увеличилось на таких сайтах, как Pixiv и DeviantArt. Не остался без внимания и капюшон, похожий на хомяка (англ. Hamster Hoodie), который пародировался в разных стилях и вариациях. Также Умару сравнивали с Андзу Футабой из The Idolmaster Cinderella Girls из-за схожего ленивого поведения.

## Восприятие
Himouto! Umaru-chan заняла 16 место в рамках ежегодной японской премии Next Manga Award за 2015 г. в категории печатной манги.